# Distrito de Rondocan
El distrito de Rondocan es uno de los siete que conforman la provincia de Acomayo, ubicada en el departamento del Cuzco en el Sur del Perú.
Desde el punto de vista de la jerarquía eclesiástica católica, está comprendido en la Arquidiócesis del Cusco.

## Historia
Oficialmente, el distrito de Rondocan fue creado el 2 de enero de 1857 mediante Ley dada en el gobierno del presidente Ramón Castilla.

## Geografía
La capital es el poblado de Rondocan, situado a 3 359 m s. n. m.

## Autoridades
Alcaldes anteriores
- 2015-2018: Percy Aragón Villa
- 2011-2014: Vidal Anara|Vidal Anara Rafaile, del Movimiento Gran Alianza Nacionalista (GAN).
- 2007-2010: Vidal Anara Rafaile.
- 2019-2022: Uriel Torres Vera.
- 2023-2026: Ronald Quispe Ccorahua.

### Policiales
- Comisario:

- -     - PARROQUIA SANTO TOMAS DE AQUINO***

PÁRROCO
Rvdo. Padre Cesar Ccorimanya Mayta

## Festividades
- Santiago.
- Santa Rosa de Lima.
- Inmaculada Concepción.